# Chinese Democracy
Chinese Democracy és el nom del sisè àlbum de la banda de hard rock Guns N' Roses. Va ser llançat al mercat el 23 de novembre de 2008 als Estats Units. És el primer àlbum amb temes originals de la banda després dels llançaments simultanis de Use Your Illusion I i Use Your Illusion II el 1991, i el primer àlbum d'estudi després del llançament el 1993 de The Spaghetti Incident?. Fins al moment ha venut 7 milions de còpies a tot el món.

## Membres
- Axl Rose - Veu
- Bumblefoot - Guitarra
- Richard Fortus - Guitarra
- Buckethead - Guitarra
- Paul Tobias - Guitarra
- Robin Finck - Guitarra
- Tommy Stinson - Baix
- Dizzy Reed - Teclat
- Chris Pitman- Teclat
- Frank Ferrer - Bateria